# W Django!
W Django! è film del 1971 diretto da Edoardo Mulargia.
Anche se ricco di sparatorie e con qualche venatura ironica il film è considerato uno spaghetti western.

## Trama
Django vuole vendicare la morte della moglie, uccisa da quattro banditi durante una rapina. Giunge così a La Puerta, alla ricerca del messicano Carranza, membro della banda che ha ucciso sua moglie. Il bandito però, sta per essere impiccato. Sostituendosi al prete per l'estrema unzione, Django riesce a far scappare il bandito, ma soltanto per raggiungerlo nuovamente fuori città. Qui gli rivela che lo ha liberato soltanto per farsi dire i nomi degli altri tre membri della banda, visto che Carranza stesso era evaso dal carcere soltanto due giorni dopo l'omicidio della donna, come testimoniava un articolo su un giornale. 

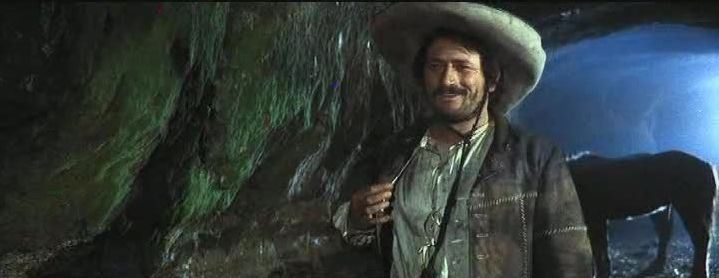
Il bandito Carranza

Carranza gli rivela così che uno dei tre uomini è un trafficante d'armi, Thompson. Django così simula la morte di Carranza per intascarne la taglia e con il denaro appena ricevuto, insieme a Carranza, si reca da Thompson. Qui Thompson teme una vendetta da parte di Carranza perciò gli tende un'imboscata all'esterno, ma Django intuisce il tutto e riesce ad uccidere tutti gli uomini di Thompson. Dopo aver svelato a Thompson la sua vera identità però, Carranza uccide Thompson mentre stava parlando, dicendo che in realtà avrebbe presto impugnato l'arma. Nella fazenda di Thompson però giunge anche Jeff, un capobanda locale che aveva bisogno di comprare delle armi. 

Django e Carranza che stanno per essere fucilati

Qui Jeff scopre il massacro e ruba il carro di armi che servivano a Django e Carranza. Il secondo uomo da uccidere infatti è il capitano messicano Gomez, e l'unico modo per avvicinarlo è, appunto, vendergli delle armi. Così Django torna in città e ruba a sua volta le armi a Jeff. Carranza però si fa catturare, così Django è costretto ad andare da solo all'appuntamento con Gomez. Gomez è sospettoso, ma Django lo coglie alla sprovvista, lo butta giù da un dirupo e approfitta della posizione sopraelevata in cui si trovava per massacrare i soldati della sua scorta. 

Il trafficante d'armi Thompson (Riccardo Pizzuti)

Nel tempo che perde però, Jeff arriva sul posto guidato da Carranza e circonda Django. Recuperati i fucili Jeff decide di uccidere Django e Carranza, ma Django gli rivela una cosa: i fucili sono senza percussori, quindi inutili. Jeff è infuriato ma Django si offre di guidarlo nel luogo in cui li ha nascosti. In realtà Django li porta verso Tucson City, su una delle piste più frequentate dall'esercito messicano, che infatti tende un'imboscata al gruppo. Nella confusione Django e Carranza scappano, ma una volta liberi Carranza rivela a Django che l'ultimo uomo ad aver partecipato alla rapina è proprio Jeff. Tornato in città, Django uccide tutti gli uomini di Jeff e si prende la sua vendetta. Carranza però lo prende alle spalle, lo disarma, e gli rivela che sul giornale c'era un errore di stampa: in realtà anche lui aveva partecipato all'omicidio della moglie. Un ultimo uomo di Jeff spara un colpo decisivo a far distrarre Carranza e a permettere a Django di sopraffare l'avversario e concludere definitivamente la sua vendetta.

## Distribuzione
All'estero il film è uscito come:
- A Man Called Django! / Viva! Django (USA)
- Djangon suloinen kosto (Finlandia)
- Djangos ljuva hämnd (Svezia)
- Ein Fressen für Django (Germania)
- Viva Django (Francia)

## Inesattezze storiche
La pellicola non è esente da errori storico-geografiche, alcuni esempi sono:
• In una scena compare un'automobile.
• A Tucson, in Arizona, ci sono i soldati messicani del generale Diaz.

## Collegamenti ad altre pellicole
Il film è uno dei non pochi spaghetti-western su Django, il pistolero reso famoso dalla performance di Franco Nero nel film di Sergio Corbucci, dal quale viene ripreso il tema della vendetta. Il protagonista però, oltre al nome, non presenta altre caratteristiche peculiari dell'originale.
Non mancano inoltre esplicite citazioni dei film di Sergio Leone:
1. I titoli di testa fortemente contrastati e il duello finale pistola-fucile da Per un pugno di dollari
2. Il carillon dell'eroe da Per qualche dollaro in più,
3. La coppia Django-Carranza come bounty killer e fuorilegge simile a quella formata da Clint Eastwood ed Eli Wallach ne Il buono, il brutto, il cattivo.

Inoltre anche il fatto che l'eroe è aiutato nella vendetta da uno degli assassini ricorda Da uomo a uomo di Giulio Petroni.